# 8067 Helfenstein
8067 Helfenstein este un asteroid din centura principală de asteroizi.

## Descriere
8067 Helfenstein este un asteroid din centura principală de asteroizi. A fost descoperit pe 7 septembrie 1980 la Stația Anderson Mesa de Edward L. G. Bowell. Asteroidul prezintă o orbită caracterizată de o semiaxă mare de 2,58 ua, o excentricitate de 0,14 și o înclinație de 15,3° în raport cu ecliptica.